# Containment (serie televisiva)
Containment è una serie televisiva statunitense, basata sulla serie televisiva belga (in lingua fiamminga) Cordon creata da Carl Joos. Trasmessa dal network The CW dal 19 aprile al 19 luglio 2016 negli Stati Uniti e dal 15 settembre al 20 ottobre 2016 in Italia. La serie segue un'epidemia scoppiata ad Atlanta, la città viene divisa da un cordone, dove una parte è in quarantena e le persone sono costrette a lottare per sopravvivere. I temi presenti maggiormente sono l'amore, la perdita e il rispetto. Il remake americano è scritto da Julie Plec, già autrice di The Vampire Diaries e The Originals.
La serie è stata cancellata dalla CW il 12 maggio 2016, nonostante gli ascolti discreti dei primi quattro episodi trasmessi prima della decisione. La serie, infatti, era stata concepita come una miniserie incentrata su una storia autoconclusiva.

## Trama
Nella città di Atlanta, in Georgia, scoppia un'improvvisa epidemia e la Zona 6 della città viene messa in quarantena. La serie segue le storie e la lotta per la sopravvivenza di alcune tra le 4000 persone rimaste bloccate all'interno della zona delimitata.
Lex Carnahan (David Gyasi) è un ufficiale della Polizia di Atlanta che cerca di mantenere la pace tra le strade della città in quarantena, rimanendo però all'esterno della zona chiusa. Il suo compito è reso ancora più difficile dalla presenza, all'interno dei quartieri in isolamento, della sua fidanzata Jana (Christina Moses), e del suo migliore amico nonché collega Jake (Chris Wood). Altri personaggi tenuti in quarantena sono: la diciassettenne Teresa (Hanna Mangan Lawrence), incinta di 8 mesi e separata dal suo ragazzo che vive al di là dell'area delimitata; Katie Frank (Kristen Gutoskie), un'insegnante elementare rimasta intrappolata con suo figlio e l'intera classe di studenti; il dott. Victor Cannerts (George Young), ricercatore presso un centro per la prevenzione e il controllo delle malattie, responsabile della quarantena e alle prese con la ricerca di una cura. Al di fuori dell'area sottoposta a quarantena, si muove anche l'ambigua Sabine Lommers (Claudia Black): la donna cerca di aiutare il Governo a contenere la diffusione del virus, anche grazie alla collaborazione di Lex Carnahan.

## Episodi
| Stagione       | Episodi | Prima TV USA | Prima TV Italia |
| -------------- | ------- | ------------ | --------------- |
| Stagione unica | 13      | 2016         | 2016            |

## Personaggi e interpreti
- Maggiore Alex "Lex" Carnahan, interpretato da David Gyasi.
- Jana Mayfield, interpretata da Christina Moses.
- Ufficiale Jake Riley, interpretato da Chris Wood.
- Katie Frank, interpretata da Kristen Gutoskie.
- Dr. Sabine Lommers, interpretata da Claudia Black.
- Dr. Victor Cannerts, interpretato da George Young.
- Teresa Keaton, interpretata da Hanna Mangan-Lawrence.
- Leonard "Leo" Greene, interpretato da Trevor St. John.

## Produzione
L'episodio pilota è stato girato in tre settimane ad Atlanta.

## Trasmissione internazionale
Nel Regno Unito, la serie viene trasmessa dal canale E4 a partire dal 13 luglio 2016. In Canada, è andata in onda sul canale Global dal 25 aprile al 18 luglio 2016. In Germania, viene trasmessa dal canale ProSieben a partire dal 5 ottobre 2016.
In Italia la serie è stata trasmessa da Premium Action, canale a pagamento della piattaforma Mediaset Premium, dal 15 settembre al 20 ottobre 2016.